# Theme Hospital
Theme Hospital es un videojuego de simulación desarrollado por Bullfrog Productions y publicado por Electronic Arts en 1997, en el cual el jugador diseña y opera un hospital. Como la mayoría de los juegos de Bullfrog Theme Hospital está impregnado de un excéntrico sentido del humor. Este juego es el sucesor espiritual de Theme Park, un juego también producido por Bullfrog.

## Información general
Al jugador se le requiere construir un hospital que cumpla los requisitos de cada nivel, que difieren en el balance económico, pacientes tratados, valor del hospital, curaciones realizadas y reputación. El jugador no tiene ningún control directo sobre los pacientes que se encuentran en el hospital, salvo intentar una cura sin completar el diagnóstico correspondiente, mandar a casa (o a un hospital de la competencia), a recepción, o mover su puesto en la cola de las consultas. Aunque, sin embargo, tiene la capacidad de crear consultas, salas de curas u otras instalaciones, de contratar al personal que quiera e incluso moverlo a un área  y despedirlo.
Normalmente los hospitales se componen de varios edificios que debemos ir adquiriendo si queremos ampliarlo. El objetivo de cada nivel consiste en diseñar un hospital y además, hacerlo con vistas a conseguir unas metas, que no en todos los hospitales son iguales. Estas suelen variar entre:
- Un número concreto de pacientes haya sido curado en el hospital.
- Un porcentaje de los pacientes que visitan el hospital estén curados.
- El valor del hospital supere cierta cifra.
- El capital supere cierta cifra y no baje de cierta otra.
- La reputación no decaiga de cierto nivel.
- No haya un cierto número de muertes.

Así, muchas muertes y más gastos que beneficios, darán por terminado el nivel, fallándolo. Esto se comprueba al final de cada año. Después de los resultados de las tablas del honor y la vergüenza y los premios pueden ocurrir 3 cosas:
- Que se continúe jugando (entonces no se han conseguido los objetivos)
- Que se envíe la carta para pasar al siguiente hospital (esto ocurrirá si se consiguen los objetivos marcados).
- Que se muestre una animación en la que se acusa al jugador de algo (malversación si los problemas eran económicos; ocultación de cadáveres si se han muerto muchos pacientes, etc.). En cualquier caso, el hospital quedará clausurado. El jugador podrá continuarlo desde donde lo guardó o reiniciar el nivel e intentarlo de nuevo.

En cada nivel, el jugador competirá contra otros tres hospitales controlados por la IA. No pueden ser visitados pero sus progresos en la consecución de los objetivos se podrán ver en un gráfico estadístico. En el caso de que los rivales completen el nivel antes que el jugador, también se dará por fallado.
A medida que se pasa de nivel (de hospital), aparecerán nuevas enfermedades, nuevas consultas donde tratarlas, salas de conferencias (donde los doctores novatos aprenden), objetos, condiciones, etc que irán dificultando el paso por los niveles.
El juego tiene bastantes toques de humor negro, priorizando por ejemplo el evitar que mueran pacientes en el hospital del jugador (llegando incluso a ser mejor enviarlos a casa o a un hospital rival), premiando que se oculten las epidemias, disparando a las ratas que corren de un lado para otro y situaciones por el estilo.

## Sistema de Juego
El juego consiste en comprar y colocar consultas (o instalaciones) en un hospital. Además, deberemos encargarnos de contratar al personal médico (doctores y enfermeras), al de mantenimiento (bedeles) y a las recepcionistas y hacer que todo funcione.
Algunas salas son fundamentales para el funcionamiento corriente del hospital. Este es el caso de las consultas generales, las salas de personal y los aseos. Por otro lado, existen algunas consultas o instalaciones opcionales como las de diagnóstico (General, Escáner, Rayos X, etc), pero que son necesarias si se quiere averiguar que les ocurre a los pacientes. Otras salas están dedicadas exclusivamente al tratamiento de enfermedades específicas. 
Los pacientes son atraídos al hospital, en parte, por la reputación de este y sus tarifas de precios en cuanto a tratamientos. Cuando van llegando al hospital, van pasando por la recepción y luego, por la consulta general. Dependiendo de lo bueno o malo que sea el médico general en su diagnóstico, puede que haga falta más diagnosis en otras salas, hasta que finalmente, cuando se conoce la enfermedad, el paciente se dirige, en caso de que la haya, a la sala de curas correspondiente. Una vez curado, se marcha a casa.
En caso de que no hubiere las consultas de diagóstico o salas de curas necesarias, el jugador recibirá una notificación vía fax, preguntando qué hacer con el paciente. Puede mandarle a esperar en el hospital hasta que se construya la sala necesaria, mandarlo a casa o a investigación. En el caso de que se conozca la cura pero no se esté seguro de qué tipo es la enfermedad, también se recibirá un fax comentando el porcentaje de seguridad sobre el diagnóstico, ofreciendo también la posibilidad de intentar una cura.
Las enfermedades son normalmente divertidas y ficticias, y deben ser diagnosticadas y curadas para ganar dinero y conseguir los objetivos establecidos por el juego. Las consultas y el equipamiento para tratar estas enfermedades varían, destacando los pacientes cabezudos, que se arreglan en "Inflatoterapia" al estallarlas y reinflarlas; las lenguas caídas, en "Laringología" que se cortan a la medida normal; la calvicie, en el "Pelorrestaurador", que se cura poniendo un tupé. 
Otras enfermedades como el Catarro Atípico o Invisibilitis se solucionan con fármacos que la enfermera dispensa en la farmacia.
Al principio de cada nivel, no todas las consultas y salas estarán disponibles, para lo cual habrá que investigarlas. El jugador puede construir una sala de investigación y asignar médicos investigadores para obtener nuevos avances.
En niveles más avanzados, el jugador deberá tratar con las epidemias, en las cuales, deberá decidir si declarar y aceptar que hay una epidemia en el hospital (con la correspondiente multa a pagar y bajada de la reputación) o tratar de ocultarla (intentar curar a todos los pacientes en un tiempo limitado antes de la visita del Ministro de Sanidad que comprobará el estado de la epidemia). Si la oculta y consigue hacerlo bien, el ministro le indemnizará por "el daño causado por los rumores al hospital"
También son frecuentes las emergencias médicas, de las que se avisará al jugador mediante fax. En ellas un número concreto de pacientes, necesitan ser curados de una enfermedad específica y en un límite de tiempo, aunque van directamente a la sala de curas sin pasar por recepción o diagnóstico. Si acepta, deberá curar a los pacientes antes de que se agote el tiempo, para obtener el bonus económico. También se arriesga a empeorar su reputación si alguno de los pacientes se muere, bien sea porque se agota el tiempo o porque la efectividad de la medicina no sea del 100%.
Además de estos contratiempos existen los terremotos que destrozan la maquinaria. Estos aparecerán espontáneamente meneando la pantalla de juego. El jugador debe revisar todas las máquinas y mandar a bedeles a arreglarlas, puesto que de lo contrario, explotarán matando a las personas cercanas y dejarán la consulta inservible. Se pueden reducir los riesgos de destrucción por terremoto instalando extintores, aunque evidentemente, no son milagrosos. 
Al final del año, al jugador se le presentan los rankings del honor y la vergüenza y las recompensas o penalizaciones según cómo haya sido su actuación, restando o sumando tanto dinero como reputación. 

### Personal
El éxito de cualquier hospital depende de la contratación de una plantilla bien preparada y formada. El personal se clasifica en 4 cargos: Doctores, Enfermeras, Bedeles y Recepcionistas. Siguiendo el clásico estereotipo, todos los doctores y bedeles son varones, mientras que las enfermeras y recepcionistas son todas mujeres.
El nivel del personal se mide en dos indicadores: El nivel de formación, que cuanto más alto más deprisa caminará el miembro del personal, y el nivel de observación de detalles, que permitirá realizar sus tareas más eficientemente.
Los doctores normalmente exigen sueldos más altos que cualquiera de los otros 3 puestos, pero también juegan un papel mucho más grande que cualquier otro; ellos pueden diagnosticar y curar la mayoría de las enfermedades además de investigar, en la sala destinada a ello, nuevas enfermedades y consultas para curarlas. Los doctores se pueden especializar siendo Psiquiatras, Cirujanos, Investigadores o combinación de 2 o 3. En función de lo preparados que están, se encuentran jerarquizados según su nivel de formación:
- Juniors, como nivel básico
- Doctor, como nivel medio
- Consultor, como nivel más alto.

Cuanto más alto el nivel, más efectivo será el diagnóstico que se da. Los Juniors y Doctores pueden asistir como alumnos a la sala de formación, en la que un Consultor puede ejercer de profesor o conferenciante. No solamente subirá su nivel de formación sino que además adquirirán la especialización del Consultor, en caso de que tenga una.
En cuanto a las enfermeras, ellas son las encargadas de administrar la Farmacia, las consultas de Traumatología y la Enfermería. Sobre ellas también recae la responsabilidad de vacunar a los pacientes en caso de epidemia.
Los bedeles se encargan de la limpieza del hospital, del regado de plantas y de mantener la maquinaria a punto.
Las recepcionistas se sitúan tras la recepción y atienden a los pacientes a su llegada. No se mueven de su puesto.
Todo el personal, con excepción de las recepcionistas, están afectados tanto por el cansancio como por el calor, lo cual hay que  tener en cuenta si se desea tener al personal contento. Para lo primero, el jugador colocará Salas de Personal, que les permite descansar y divertirse con diversos objetos como televisores, mesas de billar, sofás o videojuegos. El sobrecargo de trabajo en el personal puede causar que exijan aumentos de sueldo, amenazando con dimitir. Para el tema del calor, la solución es colocar radiadores suficientes en todas las habitaciones que mantengan a todo el mundo caliente. 

### Microgestión
La microgestión está muy presente en Theme Hospital, y puede influir en la reputación del hospital y la eficacia. El jugador debe equipar y mantener las consultas de forma que contenga lo mínimo para que los doctores puedan realizar sus tareas, y todas las necesidades de los pacientes estén satisfechas. Estos incluyen una temperatura cómoda (ni demasiado caliente ni demasiado fría), un ambiente limpio, bancos para sentarse, el acceso a las bebidas y aseos. Además, el jugador puede tomar manualmente a miembros del personal y soltarlos donde sea necesaria su intervención (colocar a un doctor en una consulta desatendida para visitar a un paciente, o al bedel sobre un charco de vómito para que lo limpie), como sucede en Dungeon Keeper. Sin la intervención del jugador, las tareas se terminan mucho más lentamente, puesto que en muchos niveles los miembros del personal tienen que viajar desde una esquina alejada del hospital a otra. El jugador también puede colar a un paciente en una fila para una consulta o darle el alta (enviarlo a casa), para evitar una muerte en su hospital, que afecta negativamente a la reputación y niega algunas concesiones (bonus) al final del año. 
La gerencia económica es también importante: El jugador puede cambiar el precio para el tratamiento en cualquier consulta, compensando una reputación baja con precios baratos para ganar visitantes o aumentando rápidamente los beneficios mientras que mantiene un número constante de las visitas debido a la alta reputación.